# أولاد مسعود (مطروح)
قرية أولاد مسعود هي إحدى القرى التابعة لمركز الحمام في محافظة مطروح في جمهورية مصر العربية. حسب إحصاءات سنة 2018، بلغ إجمالي السكان في أولاد مسعود 355 نسمة، منهم 187 رجل و 168 امرأة.